# 科尔马犹太会堂

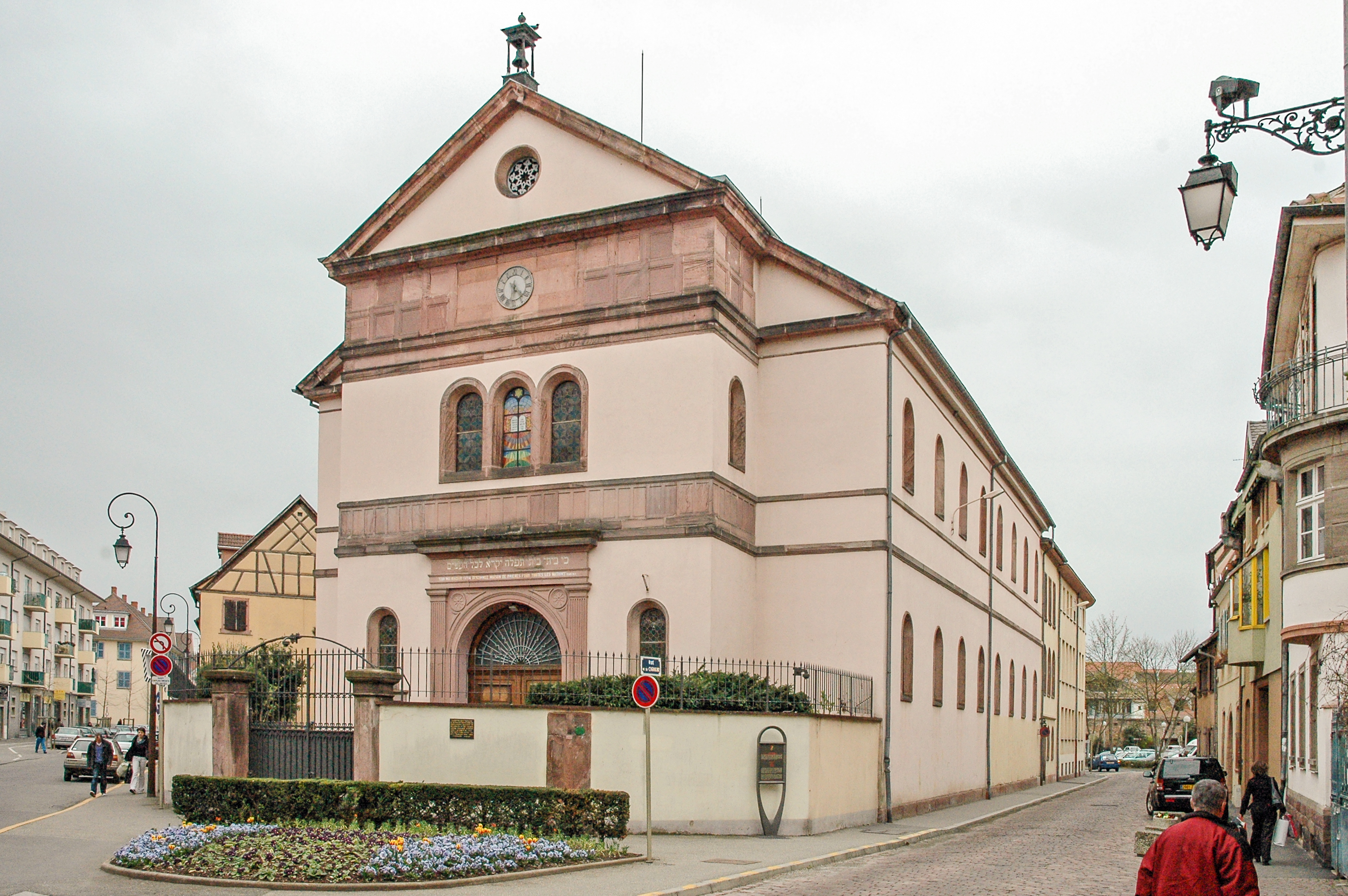
科尔马犹太会堂

科尔马犹太会堂（Synagoge）是一座犹太会堂，科尔马犹太社区的中心，位于法国阿尔萨斯上莱茵省省会科尔马的Rue de la Cicogne 3号，于1843年9月落成。1984年7月11日公布为法国历史遗迹。

## 历史
早在1279年，有记载科尔马的第一个犹太会堂被烧毁，然后被重建。在黑死病时期，犹太人遭迫害，1349年犹太会堂被没收。从14世纪下半叶到1511/12年被驱逐，犹太区有一座犹太会堂，在今天的贝尔特莫莉街（Rue Berthe Molly）。
1843年新的犹太会堂落成。1885年和1913年重修。 
第二次世界大战中纳粹德国占领阿尔萨斯期间，犹太会堂遭到掠夺和破坏，随后用作储藏室。战后修复。

## 建筑
宏伟的新犹太会堂是一座罗曼复兴式建筑，是阿尔萨斯唯一一座屋顶上有小钟的犹太会堂。这座独立式建筑位于三条街道交汇处一块狭窄的土地上，从远处就可以看到。前院设有围墙和铁门。大门檐口上方是装饰有花窗玻璃的三重拱形窗户，中间的窗户显示十诫，其上方是大卫之星。再上面一个檐口上面有一个时钟，三角形山墙中间有一个圆窗。大门两侧也是拱形窗户。犹太会堂的楼上和楼下各有八扇圆拱形窗户，因此内部的日照非常充足。

## 纪念
在犹太会堂的墙上有一块纪念牌匾，用于纪念1940年至 1944年间国家社会主义迫害的受害者。